# Murex
Il Murice (Murex Linnaeus, 1758) è un genere di molluschi gasteropodi marini appartenenti alla famiglia dei Muricidae.

## Tassonomia

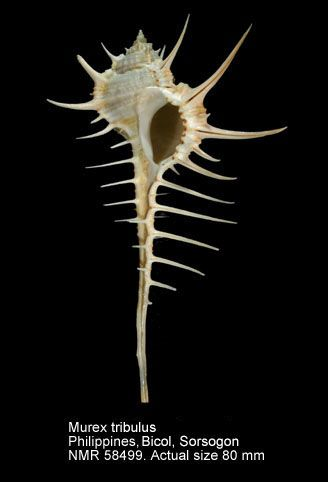
Murex tribulus

Il genere Murex conta 35 specie riconosciute:
- Specie Murex acanthostephes R. B. Watson, 1883
- Specie Murex aduncospinosus G. B. Sowerby II, 1841
- Specie Murex africanus Ponder & E. H. Vokes, 1988
- Specie Murex altispira Ponder & Vokes, 1988
- Specie Murex antelmei Viader, 1938
- Specie Murex brevispina Lamarck, 1822
- Specie Murex carbonnieri (Jousseaume, 1881)
- Specie Murex coppingeri E. A. Smith, 1884
- Specie Murex coppingeri E. A. Smith, 1884
- Specie Murex djarianensis K. Martin, 1895
- Specie Murex echinodes Houart, 2011
- Specie Murex falsitribulus Ponder & E. H. Vokes, 1988
- Specie Murex forskoehlii Röding, 1798
- Specie Murex huangi Houart, 2010
- Specie Murex hystricosus Houart & Dharma, 2001
- Specie Murex indicus Houart, 2011
- Specie Murex kerslakae Ponder & E. H. Vokes, 1988
- Specie Murex megapex Neubert, 1998
- Specie Murex occa G. B. Sowerby II, 1834
- Specie Murex pecten Lightfoot, 1786
- Specie Murex philippinensis Parth, 1994
- Specie Murex protocrassus Houart, 1990
- Specie Murex queenslandicus Ponder & E. H. Vokes, 1988
- Specie Murex salomonensis Parth, 1994
- Specie Murex scolopax Dillwyn, 1817
- Specie Murex somalicus Parth, 1990
- Specie Murex spectabilis Ponder & E. H. Vokes, 1988
- Specie Murex spicatus Ponder & E. H. Vokes, 1988
- Specie Murex spinastreptos Houart, 2010
- Specie Murex surinamensis Okutani, 1982
- Specie Murex tenuirostrum Lamarck, 1822
- Specie Murex ternispina Lamarck, 1822
- Specie Murex trapa Röding, 1798
- Specie Murex tribulus Linnaeus, 1758
- Specie Murex troscheli Lischke, 1868